# 河端作兵衛

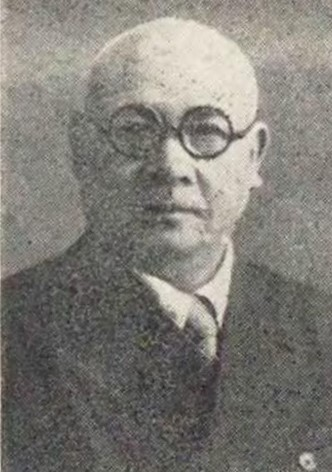
河端作兵衛

河端 作兵衛（かわばた さくべえ、1887年（明治20年）2月 - 1955年（昭和30年）11月19日）は、大正から昭和期の実業家。河端製作所創立者、貴族院勅選議員。正五位。

## 経歴
東京出身。1912年（明治45年）慶應義塾大学法学部卒業後、電気通信機部品等の製造経営者となる。戦時下で軍需会社を中心に、高周波用セラミックコンデンサを唯一扱う会社となった。以後、精密分野に従事し、現在の村田製作所に繋がる、森安静太や佐藤彦八（佐藤航空無線器材製作所 (現・太陽誘電)創設者）など数多くの技術者を河端製作所で育てた。
1946年（昭和21年）8月21日に貴族院議員に勅選され、交友倶楽部に所属し1947年（昭和22年）5月2日の貴族院廃止まで在任した。